# Parungponteng
Parungponteng is een bestuurslaag in het regentschap Tasikmalaya van de provincie West-Java, Indonesië. Parungponteng telt 4118 inwoners (volkstelling 2010).